# Miopsxenus mootyi
Miopsxenus mootyi är en mångfotingart som beskrevs av Bruno Condé 1951. Miopsxenus mootyi ingår i släktet Miopsxenus och familjen penseldubbelfotingar. Inga underarter finns listade i Catalogue of Life.